# Скиапарелли, Эрнесто
Эрнесто Скиапарелли (итал. Ernesto Schiaparelli; 12 июля 1856, Оккьеппо-Инфериоре, Пьемонт — 14 февраля 1928 или 17 февраля 1928, Турин) — итальянский египтолог, известный открытием гробницы Нефертари Меренмут (QV66) в Долине цариц и значительным вкладом в коллекцию Туринского Египетского музея, что сделало его вторым по величине египетским музеем мира.

## Биография

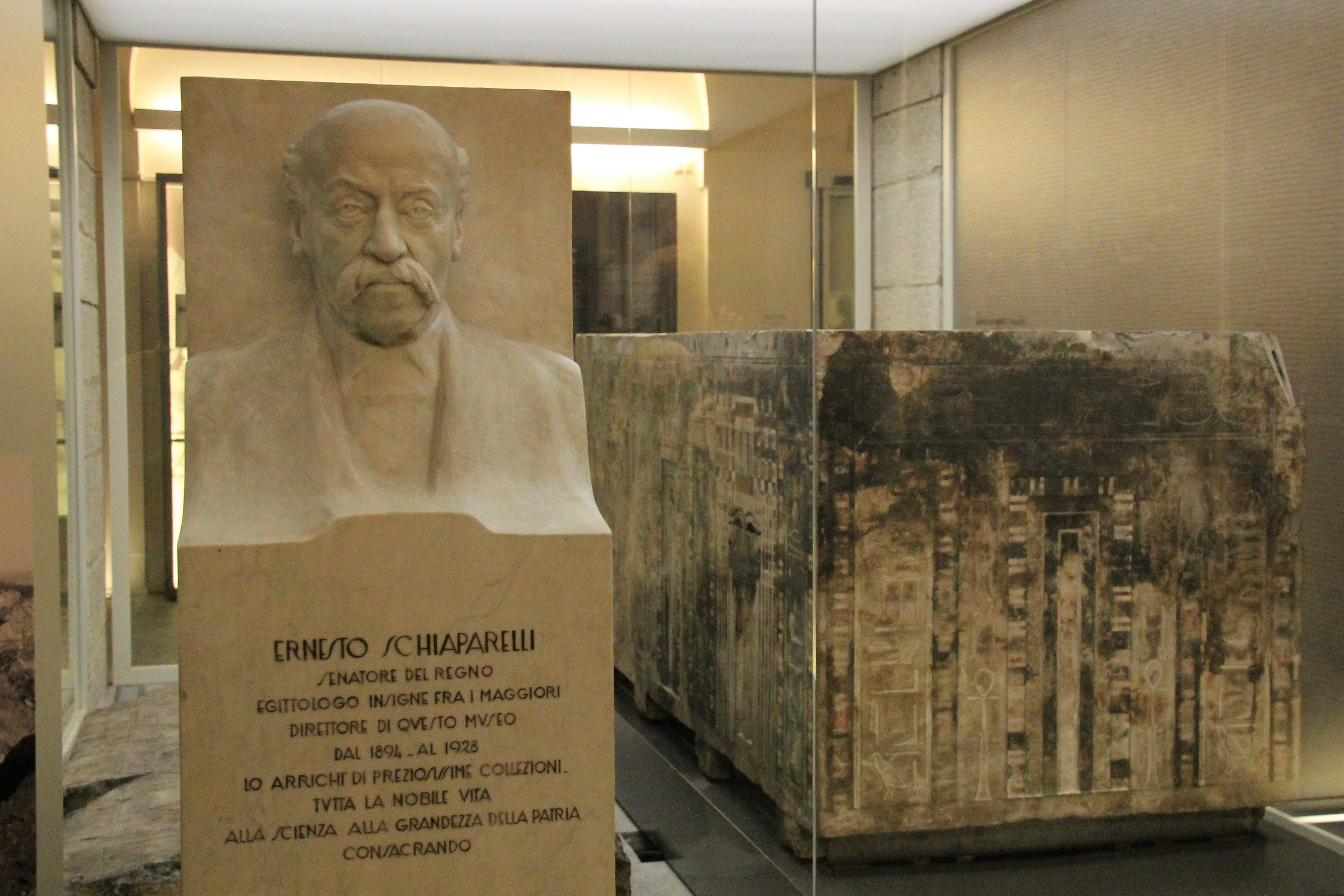
Бюст в честь Скьяпарелли в Туринском египетском музее

Эрнесто Скиапарелли происходил из известной семьи учёных. Его отец Луиджи преподавал историю в университете Турина. Также среди родных были химики, востоковеды, астрономы и фотографы. Эрнесто изучал египтологию в Турине у Франческо Росси, а также в парижской Сорбонне у Гастона Масперо.
Скиапарелли в 1881—1894 годах возглавлял египетский музей во Флоренции и пополнил коллекцию новых залов. На пике своей карьеры, в 1894 году он работал директором Египетского музея в Турине, который стал вторым по величине египетским музеем мира. Скиапарелли написал несколько значительных научных работ. В 1910 году руководил кафедрой египтологии в Туринском университете. В 1903—1920 годах он совершил 12 экспедиций в Египет, открыв там ряд гробниц. В 1904 году он обнаружил гробницу Нефертари Меренмут (QV66) в Долине цариц, а спустя два года — TT8 архитектора Ча и его супруги Мерит. Останки заняли место в экспозиции Туринского музея.
Скиапарелли испытывал финансовые трудности и гостил у итальянских францисканцев в Луксоре в 1884 году. По возвращении в 1886 году он учредил миссионерскую организацию Национальная Ассоциация по поддержке итальянских миссионеров (Associazione Nazionale per Soccorrere i Missionari Italiani = ANSMI), где занимал должность секретаря до своей смерти. Главная цель организации заключалась в строительстве и содержании школ и больниц в Северной Африке.
В 1897—1912 годах Скиапарелли работал членом-корреспондентом Академии деи Линчеи. С 1910 года он являлся членом Академии наук Турина. В 1924 году он получил назначение на должность королевского сенатора. Ему вручили орден Короны Италии и Орден Святых Маврикия и Лазаря.
В марте 2017 года один из садов Турина получил имя в честь учёного.

## Труды
- Del sentimento religioso degli antichi Egiziani secondo i monumenti, Bocca, 1877
- Il libro dei funerali relazione fatta alla I sezione del IV congresso degli orientalisti, G. B. Paravia, 1879.
- Del sentimento religioso degli Egiziani (1877)
- Il Libro del Funerali degli antichi Egiziani, 3 vols. (1881—1890)
- Museo archeologico di Firenze, Antichità egizie. ordinate e descritte da Ernesto Schiaparelli, Tip. della R. Accademia dei Lincei, 1887.
- Les hypogées royaux de Thèbes. E. Leroux, 1889.
- La catena orientale dell’Egitto. Tip. della R. Accademia dei Lincei, 1890.
- Una tomba egiziana inedita della VIa dinastia, con iscrizioni storiche e geografiche, Tip. della R. Accademia dei Lincei, 1892.
- Le antichità egiziane del Museo di Cortona. Tip. della R. Accademia dei Lincei, 1893.
- La geografia dell’Africa orientale, secondo le indicazioni dei monumenti egiziani. Tip. della R. Accademia dei Lincei, 1916.
- Relazione sui lavori della Missione Archeologica Italiana in Egitto. anni 1903—1920, Éditeur inconnu, 1924
- THE INTACT TOMB OF THE ARCHITECT KHA IN THE NECROPOLIS OF THEBES. Sprache Englisch. Neuauflage 2008. ISBN 978-88-89082-09-6.